# Rościno
Rościno (niem. Rostin) – wieś sołecka w Polsce położona w województwie zachodniopomorskim, w powiecie białogardzkim, w gminie Białogard. W latach 1975–1998 wieś należała do województwa koszalińskiego. W roku 2007 wieś liczyła 199 mieszkańców. Miejsce budowy pierwszej na świecie tzw. podwodnej elektrowni wodnej.

## Geografia
Wieś leży nad Parsętą, ok. 4 km na północny zachód od Białogardu.

## Zabytki i ciekawe miejsca
W 1936 r. wybudowano unikalną, pierwszą na świecie podwodną elektrownię wodną. Obecnie elektrownię eksploatuje Koszalińskie Elektrownie Wodne Sp. z o.o.
We wsi liczne obiekty gospodarcze z XIX wieku o konstrukcji szkieletowej wypełnionej gliną.
Przy wjeździe do wsi po prawej stronie stoi nowo wybudowana kapliczka.
Przy drodze Białogard – Rościno znajdował się magazyn amunicji wojska radzieckiego.

## Przyroda
W miejscowości znajdują się dwa pagórki kemowe: 
- Czarnogóra
- Góra Krężoł

oraz torfowiska niskie.
W centrum wsi znajdował się jesion o wysokości około 25 m. Został ścięty i aktualnie ma 6 m.

## Turystyka
Przez wieś prowadzą trzy szlaki turystyczne:
- Szlak „Solny” – regionalny, pieszy
- Szlak pieszy wokół Białogardu - lokalny, nieoznaczony
- Szlak zachodni wokół Białogardu - lokalny, rowerowo - pieszy.

## Gospodarka
Na terenie Rościna znajduje się plantacja wikliny, dostarczająca surowiec do produkcji artykułów użytkowych, które również są eksportowane.

## Komunikacja
W Rościnie znajduje się przystanek komunikacji autobusowej.